# 리시루이
리시루이(중국어: 李溪芮, 병음: Lǐ Xīruì, 한자음: 이계예, 1990년 1월 30일~)는 중화인민공화국의 배우, 가수이다.

## 출연 작품

### 텔레비전 드라마
- 2015년 후난위성텔레비전 금응독파극장 《활색생향》 -  딩페이산 역
- 2016년 후난위성텔레비전 금응독파극장 《친애적번역관》 -  우자이 역
- 2017년 후난위성텔레비전 청춘진행중 《표량적이혜진》 -  샤차오 역

### 영화
- 2015년 《나는 증인이다》